# Boethius de Dacia
 Ikke at forveksle med Anicius Manlius Severinus Boëthius.
Danske Bo eller Boethius de Dacia (ca. 1240 – 1280/1290) var en dansk filosof på universitetet i Paris. Omkring 1277 forlod Boethius Paris, og hans videre færden er ikke dokumenteret. Nogle filosofihistorikere mente, han døde i Italien ca. 1282, mens andre anfører 1290 som dødsåret og Linköping i Sverige som stedet. Den danske ekspert i middelalderfilosofi Sten Ebbesen vurderer i Den Danske Filosofis Historie, at det mest sandsynlige er et dødsår omkring 1280, på baggrund af den totale mangel på oplysninger om Boethius derefter.
Størstedelen af Boethius' skrifter blev formentlig forfattet imellem 1270 og 1277 på latin. Nogle af de bevarede tekster er i de senere år oversat og udgivet på dansk.
Boethius forlod Paris formentlig som følge af en voldsom kirkelig kritik af hans radikale aristoteliske filosofi (averroisme), men det er næppe helt korrekt. I 1277 udsendte biskoppen af Paris en skrivelse, som forbød en række former for filosofi, vist i 219 teser. En række af dem kan tilsyneladende henføres til skrifter af Boethius og Siger af Brabant. De betragtes som hovedmålene for biskoppens angreb.